# Luis Carlos Galán

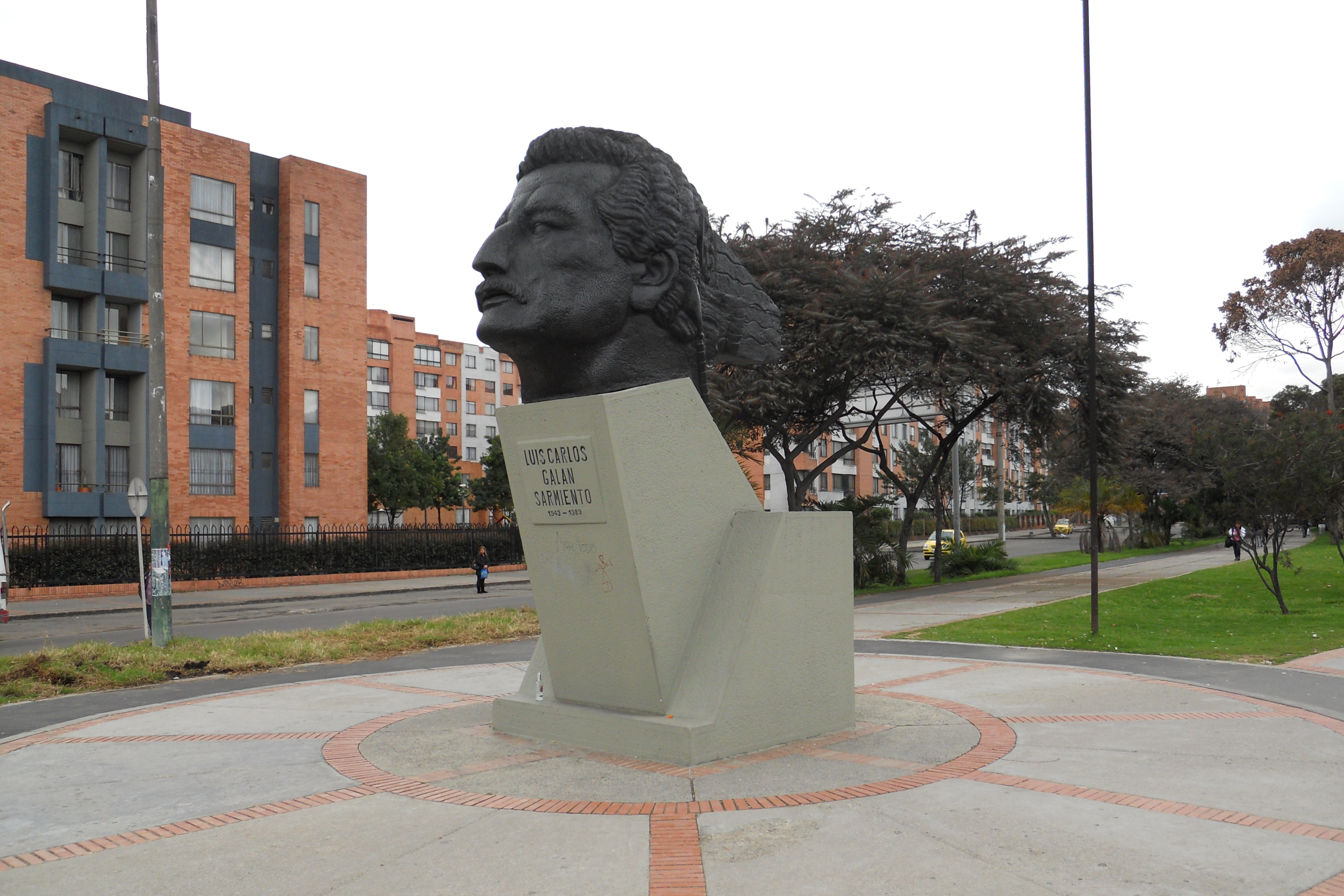
Popiersie w Bogocie

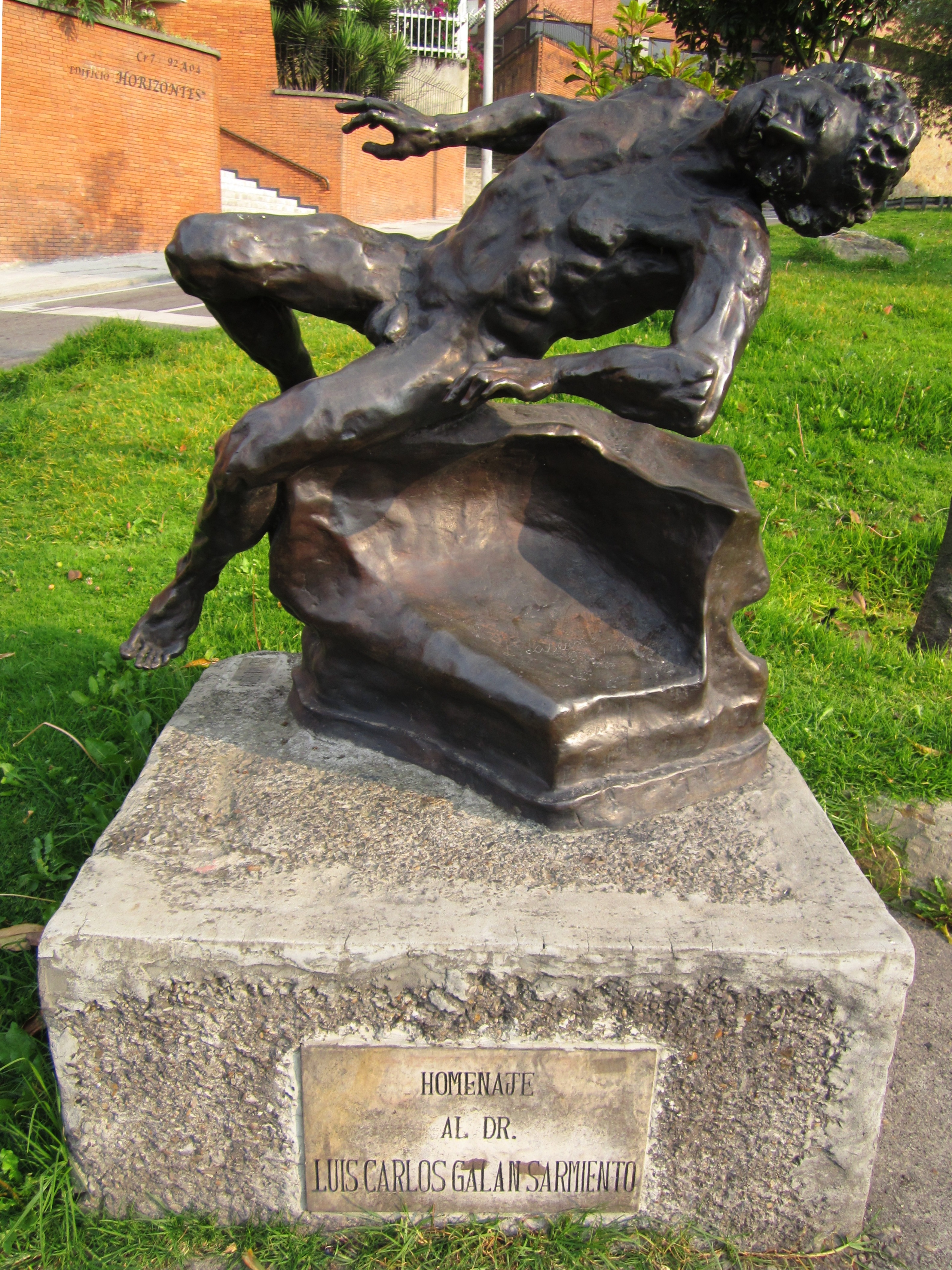
Pomnik w Bogocie

Luis Carlos Galán Sarmiento (ur. 29 września 1943 w Charalá, zm. 18 sierpnia 1989 w Soacha) – kolumbijski dziennikarz i polityk liberalny, przeciwnik karteli narkotykowych, zwłaszcza kartelu z Medellin, działacz na rzecz wprowadzenia umowy o ekstradycji ze Stanami Zjednoczonymi, dwukrotny kandydat na prezydenta Kolumbii.

## Życiorys
Pochodził z zamożnej rodziny (ojciec, Mario Galan, był politykiem i przez jedenaście lat prezesem Ecopetrol, natomiast rodzina matki była powiązana z byłym prezydentem Eduardo Santosem oraz poetą i politykiem Jorge Gaitanem). Rodzina przeprowadziła się do Bogoty w 1949. W 1950 rozpoczął naukę w Colegio Americano. W 1957 uczestniczył w protestach studenckich  przeciwko Gustavo Rojasowi Pinilli. Podczas jednego z protestów został uderzony kamieniem w twarz, co pozostawiło mu na całe życie ślad w ukształtowaniu nosa. Mimo że był wówczas nieletni, przetrzymywała go policja. W 1960 rozpoczął studia prawnicze i ekonomiczne na Pontificia Universidad Javeriana w Bogocie. W 1963 założył liberalne czasopismo Vertice. Zetknął się wtedy m.in. z takimi postaciami, jak Carlos Lleras, czy Eduardo Santos. W 1965 Santos zaproponował mu pracę w El Tiempo. Był to początek jego kariery w Kolumbijskiej Partii Liberalnej, którą chciał modernizować. Po raz pierwszy wybrano go na szefa Towarzystwa Ekonomicznego Przyjaciół Kraju w 1966. Jako sekretarz delegacji kolumbijskiej poleciał na Światową Konferencję Handlu i Rozwoju w New Dehli. Mając 27 lat został ministrem edukacji. Mimo reformatorskich planów pozostawał przez dwa lata nieskuteczny. W 1972 mianowano go ambasadorem we Włoszech, a w 1974 został także przedstawicielem Kolumbii przy Organizacji Narodów Zjednoczonych ds. Wyżywienia i Rolnictwa. Zainicjował kolumbijsko-włoską współpracę w ramach programów rozwoju obszarów wiejskich, pośredniczył w zawieraniu umów dotyczących portów włoskich i śródziemnomorskich oraz doprowadził do zaangażowania Włoch w budowę tuneli w Kolumbii.
Po powrocie do Kolumbii w 1976 kierował liberalnym tygodnikiem Nueva Frontera, założonym przez byłego prezydenta Carlosa Llerasa. Pisał również w El Tiempo. Jego felietony publikowano w El Colombiano i Vanguardia Liberal. Był autorem ponad trzystu artykułów redakcyjnych. Opowiadał się przeciwko kolumbijskiej tradycji handlu narkotykami. Potępiał wszechobecną korupcję i funkcjonowanie mafii narkotykowych oraz ich wpływ na polityczną i społeczną sytuację kraju.
W 1976 roku kandydował na radnego w mieście Oiba, a w 1979 został wybrany senatorem ze stanu Santander. 30 listopada 1979 założył ruch Nuevo Liberalismo, która była frakcją Partii Liberalnej. Jego ścisłymi współpracownikami byli wówczas Enrique Pardo Parra, Álvaro García Herrera i Rodrigo Lara Bonilla. Ruch miał na celu odnowienie Partii Liberalnej. Kładziono nacisk na niepodległość opartą na zmienionej polityce zagranicznej (współpraca m.in. z USA), niezależność kulturową kraju i regionów z naciskiem na obronę praw społeczności tubylczych, decentralizację, strategię wzrostu gospodarczego i równość społeczną. Chciano bardziej włączać ludność w politykę, ograniczać nadreprezentację elit, wykorzeniać korupcję, jak również promować modernizację polityki społecznej i gospodarczej. Wspierano działalność związków zawodowych. W końcu lat 70. XX wieku Nuevo Liberalismo rozwinęło się jako wyraźny byt polityczny. Od 1980 Galan porzucił karierę dziennikarską i całkowicie oddał się polityce.
W 1980 wybrano go na radnego w Bogocie, a w 1981 mianowano kandydatem na prezydenta Kolumbii. W wyborach 1982 roku zdobył 745.000 głosów, przegrywając z Belisario Betancurem. Jego partia obsadziła jednak 21 z 23 sejmików resortowych, a w wyborach został ponownie wybrany na senatora. Był krytykowany przez członków Partii Liberalnej za tworzenie frakcji w ruchu liberalnym i za porażkę wyborczą. Postanowił nie startować w wyborach prezydenckich w 1986, aby nie pogłębiać podziałów w Partii Liberalnej. Wykładał wówczas na Uniwersytecie Oksfordzkim i podróżował po Europie. Kolumbia pogrążyła się w tym okresie w wojnach narkotykowych i przemocy. Kartele mordowały sędziów i polityków. W 1988 powrócił do polityki po zjeździe Partii Liberalnej w Cartagenie. 6 lipca 1989 wysunięto go ponownie na kandydata na prezydenta w wyborach 1990. Otwarcie krytykował już wówczas kartele narkotykowe i umieścił traktat ekstradycyjny z USA w swoim programie. Planował całkowitą rozprawę z przestępczością zorganizowaną. Mimo gróźb kontynuował kampanię wyborczą, która przynosiła duże sukcesy sondażowe, dając mu niemal pewne zwycięstwo. 

## Zabójstwo
Został zastrzelony podczas demonstracji w Soachy przez płatnego zabójcę. Biuro Prokuratora Generalnego Kolumbii zdobyło dowody, które sugerowały, że za zabójstwem stał inny polityk, Alberto Santofimio. Miał on zlecić mord w sierpniu 1989. Aresztowanie Santofimio nastąpiło dopiero w 2005 (wcześniej przesłuchiwano go i wypuszczono z braku dowodów). John Jairo Velásquez (bliski podwładny Pablo Escobara) potwierdził, że Santofimio planował zabójstwo Galana. W lipcu 2006 Virginia Vallejo, dawna prezenterka telewizyjna, a w latach 1983-1987 kochanka Escobara, przyznała również, że kilkakrotnie była świadkiem rozmów Escobara z Santofimio, podczas których ten drugi zachęcał Escobara do fizycznej eliminacji Galana. 11 października 2007 sąd uznał Santofimio winnym udziału w zabójstwie Galana. Skazano go na 24 lata więzienia. Za sam akt zabójstwa skazano Johna Jairo Velasqueza na karę 30 lat pozbawienia wolności.

## Uhonorowanie
Transparency International uhonorowała go pośmiertnie nagrodą Integrity Awards 2001. Został przez tę organizację uznany za wzór walki z korupcją w Ameryce Łacińskiej oraz poza nią.

## Kultura
Jego postać pojawia się w filmach Grzechy mojego ojca (reż. Nicolas Entel, Argentyna/Kolumbia, 2009) oraz serialu Narcos (reż. Carlo Bernard, Doug Miro i inni, USA/Kolumbia, 2015-2017).